# Красноярский химико-металлургический завод
ПАО «Химико-металлургический завод» (сокращённое название — «ХМЗ») — одно из предприятий российского ядерного топливного цикла, расположенное в  Красноярске. Основной вид деятельности — производство и выпуск гидроксида лития и других видов продукции в первую очередь для нужд атомной промышленности.

## История
Красноярский химико-металлургический завод был основан на основании Постановления Совета Министров СССР от 17 марта 1956 года с целью производства моногидрата гидроокиси лития из сподуменовых концентратов.
В декабре 1956 года был осуществлён запуск строящегося опытно-промышленного цеха № 1. В 1957 году завод выполнил первое государственное задание, было выпущено 350 тонн гидроокиси лития марки ЛГО-3 из импортного сырья ручной рудоразборки, поставленного из КНР. В 1960 году был осуществлён переход на отечественный флотационный сподуменовый концентрат Завитинского месторождения (Забайкальского ГОК). В то же время был введён в строй горный цех, начата разработка Торгашинского месторождения известняка и заработал дробильно-известковый завод для нужд основного производства. К 1965 году была достигнута полная проектная мощность производства гидроокиси лития.
24 апреля 1956 года осуществлено строительство основного производства гидроокиси лития (цех № 2). Строительство первой очереди и подготовка к запуску были выполнены к августу 1958 года. Первое плановое задание по выпуску продукции завод выполнил в декабре 1958 года. С 1960 года цех перешёл на переработку отечественного сырья.
В 1960-х началось строительство нового цеха. Проектные работы были выполнены Новосибирским отделением ВНИПИЭТ. В декабре 1964 года строительство цеха № 3 было закончено. В этом же году началась реконструкция основного производства и вспомогательных объектов.
В 1960-е годы предприятием была освоена экстракционная схема получения лития, цезия и рубидия из маточных растворов основного производства, что позволило организовать выпуск хлоридов этих металлов. В дальнейшем были разработаны и запущены технологические схемы производства особо чистых металлов рубидия, цезия и галлия.
В 1972 году запущена в эксплуатацию установка по производству синтетических цеолитов типа NaА без связующих веществ для предприятий нефтехимической промышленности.
Помимо всего прочего предприятие занималось строительством жилых зданий. Всего за период своей деятельности было построено 180 тысяч квадратных метров жилья. Введено в эксплуатацию восемь детских садов на 910 мест. Среди прочих объектов были построены: детская дача, пионерский лагерь, спортивный лагерь, музыкальная школа, база ОРСа, сеть магазинов и столовых. В 1961 году введён в эксплуатацию Дворец культуры имени Вл. Маяковского, в настоящее время в здании расположился Театр юного зрителя. В 1962 году построена ТЭЦ.
Затем были построены школа на 880 мест, здания Кировского райкома и райисполкома, путепровод, водоочистные сооружения, насосные и канализационные станции, Коммунальный мост, инженерные и кабельные сети и многие другие.
В 1990-е завод начал переживать экономический кризис, но благодаря спросу химических источников тока на рынке, вышел из кризисного положения. С 1997 года были проведены опытные работы по получению гидроокиси лития из импортного карбоната лития и с 1998 года производство было полностью переведено на новый вид сырья и работает на нём по сегодняшний день.
В 2015 году предприятие вышло из структуры Госкорпорации Росатом.
С 2016 году предприятие получило статус Публичного акционерного общества. В этом же году был представлен проект застройки завода. Проект подразумевает увеличение объёма производства лития с 2 тыс. до 18 тыс. тонн. При этом будет создано до 2,5 тыс. рабочих мест. Остальная территория пойдёт на застройку нового микрорайона с собственной инфраструктурой.
В скором времени предприятие увеличит свою мощность, что позволит поставлять свою продукцию для мировых брендов.

## Современное состояние
В настоящее время ПАО «ХМЗ» — ведущий поставщик гидроксида лития в России. Партнёрами ПАО «ХМЗ» являются предприятия нефтегазового комплекса, производители электролитов, стекольные и керамические производства, предприятия радиотехнической отрасли.
С 2016 года предприятие наращивает производственные мощности в связи с устойчиво растущими потребностями мирового рынка в литиевой продукции. По оценкам зарубежных партнёров, залогом конкурентоспособности гидроокиси лития производства ПАО «ХМЗ» являются высокие оценки её качественных характеристик крупными игроками на мировом рынке литиевой продукции. Каждый год проводится экологическая политика с ориентацией на предотвращение (минимизацию) отрицательных воздействий на окружающую среду, поддержание необходимых санитарно-гигиенических условий на рабочих местах.
В рамках технического и технологического развития на предприятии осуществлена модернизация производства порошков диоксида урана, что позволило увеличить производительность в 1,4 раза. Кроме того, на заводе усовершенствуется литиевое производство. Поставки лития осуществляются в Россию, страны СНГ, Европы и Азии. За последние годы произошло увеличение объёмов продаж извести. В частности, дроблёный известняковый камень в больших количествах приобретают дорожно-строительные организации Красноярска и всего края, в целом.